# روي هال (موسيقي)
روي هال (بالإنجليزية: Roy Hall)‏ هو موسيقي وعازف بيانو ومغني وكاتب أغاني أمريكي، ولد في 7 مايو 1922 في وايز في الولايات المتحدة، وتوفي في 3 مارس 1984 في ناشفيل في الولايات المتحدة.

## وصلات خارجية
- روي هال على موقع ميوزك برينز (الإنجليزية)
- روي هال على موقع أول ميوزيك (الإنجليزية)
- روي هال على موقع ديسكوغز (الإنجليزية)